# EBK4
EBK4 — третий студийный альбом рэпера Brotha Lynch Hung, выпущенный 27 июня 2000 года на лейбле Brotha Lynch Hung Black Market Records. Дебютировал под номером 9 на Billboard 200 и под 2-м номером на Top R&B/Hip-Hop Albums. Альбом содержит 15 треков, в том числе и сингл "Dogg Market", записанный совместно с известным рэпером Снуп Доггом. Альбом получил золотую сертификацию от RIAA.

## Список композиций
1. Intro
2. Catch You feat. Master P & Kokane
3. Dogg Market feat. Snoop Dogg
4. It Ain't
5. They Down With Us feat. Doomsday Production
6. Every Single Bitch
7. Sorry For What?
8. O.G. To Me feat. Tha Dogg Pound
9. The Gangsta Shit
10. Conspiracy Theory
11. Watch Ya Step
12. Get Out feat. Jay-Z
13. One Time feat. Bad Azz
14. In & Out feat. Too Short
15. And U feat. Redman